# Actinote clara
Actinote clara är en fjärilsart som beskrevs av Jordan 1913. Actinote clara ingår i släktet Actinote och familjen praktfjärilar. Inga underarter finns listade i Catalogue of Life.